# Antoine Aloys de Hohenzollern-Sigmaringen
Titre
Prince de Hohenzollern-Sigmaringen
20 décembre 1785 – 17 octobre 1831
(45 ans, 9 mois et 27 jours)
Antoine Aloys de Hohenzollern-Sigmaringen (en allemand : Anton Aloÿs Meinrad Franz von Hohenzollern-Sigmaringen), né le 20 juin 1762 à Sigmaringen et mort le 17 octobre 1831 dans la même ville, est prince de Hohenzollern-Sigmaringen de 1785 à 1831.

## Famille
Il est le fils de Charles Frédéric de Hohenzollern-Sigmaringen et de Jeanne comtesse de Hohenzollern-Berg (1727-1787). Né durant la guerre de Sept Ans à laquelle son père participe activement, Anton Aloys est élevé à 's-Heerenberg en Gueldre, région dont sa mère est originaire. Il étudie ensuite dans les universités de Fribourg, Heidelberg et Ingolstadt.

### Mariage et descendance
Le 13 août 1782, Antoine Aloys de Hohenzollern-Sigmaringen épouse à Kirn la princesse Amélie Zéphyrine de Salm-Kyrburg (1760-1841), fille de Philippe-Joseph Prince de Salm-Kyrburg et de Marie-Thérèse princesse de Hornes et Overisque.

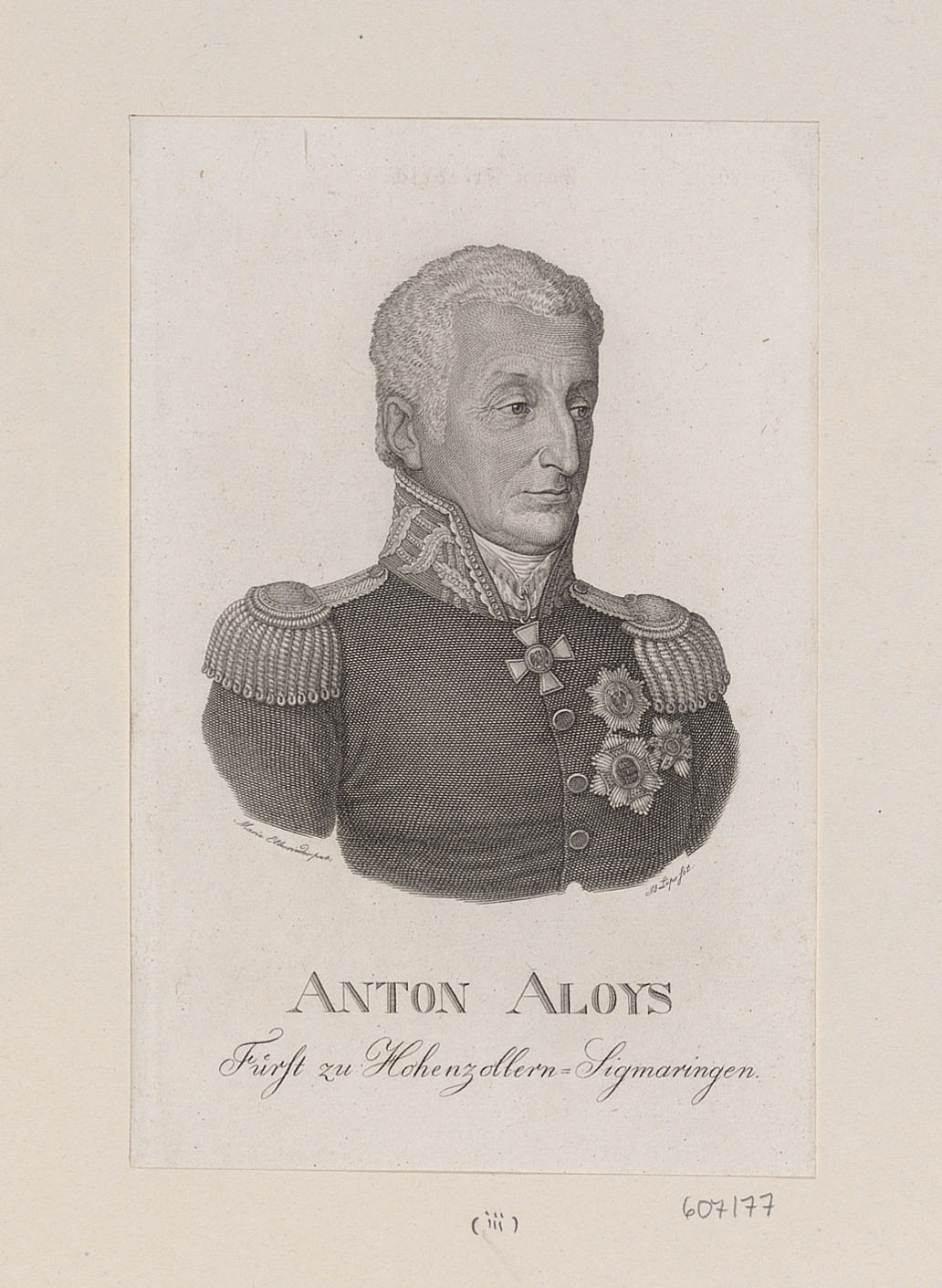
Anton Aloys de Hohenzollern

Deux enfants sont nés de cette union :
- Un fils né et mort à Paris le 3 septembre 1783[5].
- Charles de Hohenzollern-Sigmaringen (1785-1853), prince de Hohenzollern-Sigmaringen.

## Règne
Antoine Aloys de Hohenzollern-Sigmaringen succède à son père en 1785. Sa femme Amélie vit à Paris. Elle recueille à l'Hôtel de Salm durant la Terreur les enfants de Joséphine de Beauharnais lorsque la future impératrice, son amie, est incarcérée. Le prince Frédéric de Salm-Kyrbourg, frère d'Amélie, est, comme le mari de Joséphine, victime de la terreur révolutionnaire.
L'amitié de Joséphine pour sa femme permet à Antoine-Aloys de conserver sa principauté lors du recès d'Empire de 1803, voulu par Bonaparte, mais il ne peut obtenir que l'empereur chasse la branche cadette de la famille de Hohenzollern du trône de Prusse et l'y mette à sa place[réf. nécessaire]. Néanmoins, Antoine-Aloys donne en mariage à son fils une nièce de Joachim Murat, beau-frère de l'empereur et roi de Naples. À la suite du recès de la Diète d'Empire, le prince Antoine Aloys prend possession du couvent d'Inzigkofen en 1803.
Le Congrès de Vienne maintient l'indépendance de la principauté de Sigmaringen et la laisse à son souverain légitime.

## Généalogie
Antoine Aloys de Hohenzollern-Sigmaringen appartient à la lignée de Hohenzollern-Sigmaringen issue de la quatrième branche, elle-même issue de la première branche de la Maison de Hohenzollern. Cette lignée appartient à la branche souabe de la dynastie de Hohenzollern, elle donna des rois à la Roumanie. Aloys Antoine de Hohenzollern-Sigmaringen est l'ascendant de Michel Ier de Roumanie.